# Trilogía qatsi

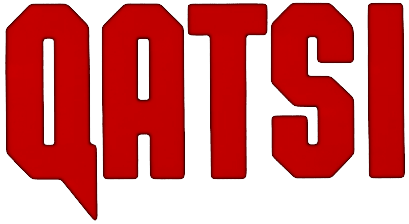
Logo principal de la trilogía de películas "QATSI"

La trilogía qatsi (Qatsi trilogy) es el nombre informal dado a la serie de tres películas dirigidas por Godfrey Reggio, producidas, entre otros, por Francis Ford Coppola y Steven Soderbergh:
- Koyaanisqatsi: Life out of balance (1983)
- Powaqqatsi: Life in transformation (1988)
- Naqoyqatsi: Life as war (2002)

Los títulos son palabras del idioma hopi de la tribu nativa norteamericana del mismo nombre, y tienen como lexema común qatsi (vida).
Su música la compuso Philip Glass, inspirado en música tradicional y profecías de los Hopi.